# Igualtat de possibilitats
Com a valor social, la igualtat de les sorts és una noció complexa. El terme igualtat és, en efecte, polisèmic, i doncs assumpte a interpretació. L'objectivitat a la definició donada en aquest article serà doncs relativa. Anotem igualment l'ambigüitat del terme sort, posats al plural en aquesta expressió.

## Enfocament general
La igualtat d'oportunitats és una exigència que vol que l'estatut social dels individus d'una generació ja no depèn de les característiques morals, ètniques, religioses, financeres i socials de les generacions anteriors, sinó només del servei que puguin aportar a la societat., fins i tot a la civilització. Aquí trobem l'article 1 de la Declaració dels drets humans: "Les distincions socials només es poden fonamentar en el bé comú".
Aquesta visió de la igualtat d'oportunitats és un dels fonaments de la teoria de La Justicia com equitat de John Rawls : "Si suposem que hi ha una distribució d'actius naturals, els que estan al mateix nivell de talent i de capacitat i que tenen el mateix desig d'utilitzar-los haurien de tenir les mateixes perspectives d'èxit, això sense tenir en compte la seva posició inicial en el sistema social " El filòsof americà fa que sigui una de les dues parts del seu" segon principi ", que surt després del principi d'igualtat de llibertat.
Segons Rawls, "les desigualtats econòmiques i socials han de ser tal que siguin: (a) per a un major benefici dels més desafavorits i (b) lligades a funcions i càrrecs oberts a tothom, d'acord amb el principi de la justa igualtat de oportunitats. ".

Surt aquest plantejament inventant una situació inicial, en què es podrien interpel·lar individus de la forma que voldrien d'una societat sense que sabessin quin lloc hi tindrien. Rawls estima que la majoria de la gent desitjaria la llibertat, però també aquesta forma d'igualtat d'oportunitats.
Aquesta igualtat d'oportunitats s'apropa a la noció d'equitat. Si els individus no es mostren més afavorits o desfavorits en comparació entre ells, llavors només es tenen en compte els resultats (relacionats en part amb els esforços personals, en part amb una correspondencia més o menys gran entre el treball requerit i les disposicions cognitives de cadascun) en la distinció entre individus. La igualtat d'oportunitats es pot doncs considerar com afavorint el desenvolupament deles justes desigualtats, és a dir, aquelles legitimades per l'esforç personal de l'individu i per la quantitat de treball que se li requerirà. Rawls també subordina el segon principi de justícia al primer principi que segella la "prioritat de la llibertat" segons la qual "la llibertat només es pot limitar al nom de la llibertat mateixa".
En Dret, legislació i llibertat (1978), el filòsof i economista austríac Friedrich Hayek aborda de manera crítica el tema de la igualtat d'oportunitats. Considera que la igualtat davant la llei ha de prevaler i que la igualtat d'oportunitats per als serveis governamentals (com la instrucció per a menors) és "un dels punts essencials del liberalisme clàssic, normalment caracteritzat per l'expressió francesa "la carrera oberta al talent". Tot i així, considera que "tan aviat com si la idea s'estengui més enllà dels serveis que, per altres motius, ha de proporcionar el govern, es converteix en un ideal totalment il·lusori i qualsevol intent de fer-lo passar per realitat.arrisca crear un malson. Perquè, segons ell, "pas a pas, el poder polític hauria de disposar literalment de tots els elements susceptibles d'afectar el benestar de cadascu".
L'economista nord-americà Milton Friedman defensa una posició propera: no s'ha d'entendre l'expressió en el sentit general segons ell. S'acosta a l'expressió utilitzada durant la Revolució francesa, “una carrera oberta a tots els talents”. En aquest sentit, correspon a laigualtat davant la llei, fonament de la democràcia liberal i és un component essencial de la llibertat. Friedman s'oposa a la noció d'igualtat de resultats, radicalment diferent i perillosa per a ell.

Per a Patrick Savidan, filòsof i president de l'Observatori de les desigualtats, la igualtat d'oportunitats assumeix que els mitjans importants (salut, habitatge, educació, formació, ...) es mobilitzen socialment perquè cada nova generació i cada individu dins d'aquesta generació té possibilitats iguals. A Repensar la igualtat d'oportunitats (2007), Patrick Savidan recalca que una concepció molt individualista de la igualtat d'oportunitats no permet assolir aquest objectiu, sinó que al contrari tendeix a reforçar les desigualtats. Per tal que la igualtat d'oportunitats esdevingui “sostenible”, seria necessari que produís “relacions socials que no impossibilitin la igualtat d'oportunitats”. Ell proposa posar-lo en una perspectiva méssolidarista.

## La igualtat de les sorts a la història
La igualtat d'oportunitats en la història
Una de les primeres referències al concepte d'igualtat d'oportunitats es troba en un discurs de Philippe Pétain, el seu missatge al poble francès de l'11 d'octubre de 1940 :
"El nou règim serà una jerarquia social. Ja no es basarà en la falsa idea de la igualtat natural dels homes, sinó en la idea necessària d'igualtat d'oportunitats donada a tots els francesos per demostrar la seva capacitat per servir.
Només el treball i el talent esdevindran el fonament de la jerarquia francesa. Cap francès no arribarà a cap perjudici desfavorable a causa dels seus orígens socials amb l'única condició que s'integra a la nova França i que li ofereix una assistència sense reserves. La lluita de classes, fatal per a la nació, només es pot eliminar eliminant les causes que han format aquestes classes que les han posat en contra.
D'aquesta manera, tornaran a néixer les veritables elits que han estat destruïdes durant anys pel règim passat i que seran el marc necessari per al desenvolupament del benestar i la dignitat de tots. "
Per a Roland Pfefferkorn, "es tractava aleshores de renovar les elits i trencar amb certs aspectes de la Tercera República, alhora que s'allargava la discriminació i el cientifisme republicans".
Aquesta referència històrica no la reivindica la gent que s'hi refereix avui, la majoria ignorant l'existència d'aquest discurs de Petain.

## La igualtat de les sorts, noció de política pública a Europa
A Bèlgica i al Luxemburg, la noció d'igualtat de les sorts s'aplica primer a la igualtat entre els homes i les dones, sobretot enfront dels salaris i oficis, que dependent sobretot d'un encreuament entre els itineraris professionals i familiars Existeix així un Ministeri de la Igualtat de les sorts al Luxemburg i una direcció de la Igualtat de les sorts a la Comunitat francesa de Bèlgica
La noció concerneix també la lluita contra les discriminacions socials, racials o altres Així la llei del 15 de febrer de 1993 ha creat a Bèlgica el Centre per a la igualtat de les sorts i la lluita contra el racisme, servei públic depenent del govern federal

## La igualtat de les sorts a França: efecte de la llei de 2006
A França, la noció d'igualtat d'oportunitats no és global: cada ministre promou el seu propi enfocament el concepte fins al 2006. El 2006, el govern va declarar la igualtat d'oportunitats "gran causa nacional". La Llei d'igualtat d'oportunitats, el preàmbul de la qual tracta les desigualtats d'accés a l'ocupació pateixen barris "desafavorits", tema central dels aldarulls del 2005 als afores Francès, crea l'Agència Nacional de Cohesió Social i Igualtat d'Oportunitats (ACSÉ). Reforçant això per la llei, es crea un ministeri d'igualtat d'oportunitats i es posa en marxa, en col·laboració amb diversos ministeris projectes que conduiran a diversos tipus d'accions:
- Igualtat de les sorts al domini de l'ús i de les discriminacions

Com a part d'aquesta política d'igualtat d'oportunitats, el govern va innovar apel·lant socis privats reconeguts, com l'Institut del Grup Vedior France per a la diversitat i la igualtat oportunitats per dur a terme accions a gran escala: l'escola Second Chance (Ministeri de Defensa), jornades de seguretat i ciutadania (Ministeri de l'Interior).
- Igualtat de les sorts al domini de l'educació

En relació amb el Ministeri d'Educació Nacional, es va fer una convocatòria de propostes per desenvolupar la igualtat d'oportunitats es va llançar la transició secundària-superior. Penjar dispositius preexistents en gran les escoles, com l'IEP de París, amb les seves convencions d'educació prioritària, l'ESSEC que es van constituir al gener 2003 el dispositiu "Un prep, una gran escola, per què no jo? "I l'associació Tremplin, que funciona a d'altres grans écoles, que van ser els primers a establir esquemes per animar els estudiants de secundària barris desfavorits per entrar a les grans écoles, aquesta convocatòria de projectes també ha permès la seva posada en marxa dispositius nous :
- en altres grans écoles: l'ENS Lyon amb el programa Trait d'Union ENS, L'École Politècnica amb el programa "Una gran escola per què no jo" en el marc de les cadenes compartit per la Universitat Paris-Saclay i el centre de diversitat INSA.
- a les universitats : Paris-Dauphine i PUPLyon3, Universitat Jean Moulin Lyon 3.

Per tal de perpetuar aquests mecanismes i compartir les accions, el ministre d'Educació Superior i la recerca i el secretari d 'estat de la política de ciutat es llancen el 18 de novembre de 2008 a la part de la dinàmica banlieues d'Espoir, les cordes de l'èxit. El propòsit és introduir major equitat social en accés a la formació d'excel·lència [Carta de Roped]. El 2012, l'educació nacional compta 326 cadenes de l'èxit. Veritable etiqueta de l'educació nacional els èxits permeten acompanyar més de 49.000 joves (la majoria dels quals són estudiants de secundària) lluitar contra l'autocensura durant els seus estudis a tot el territori nacional.

## Igualtat dels gèneres i col·lectivitats territorials a Europa
El Consell dels Municipis i Regions d'Europa Arxivat 2009-01-05 a Wayback Machine. (CEMR) treballa a través del seu Comitè de Local i Regional la promoció de la igualtat de gènere en els processos de presa de decisions. Ell té en concret, va llançar el 2006 una carta per a la igualtat de gènere. L'objectiu d'aquesta carta és incitar Els representants electes locals i regionals es comprometen públicament a aplicar les mesures preses al seu municipi a la carta. Unes 1.000 autoritats locals d'Europa ja ho han signat.
- Carta europea per a la igualtat de les dones i dels homes a la vida local

[Fonts M.H]

## Igualtat de les sorts i grans empreses franceses
Les grans empreses franceses han pres consciència sobre la qüestió de la igualtat d'oportunitats en el context situació econòmica actual. La igualtat d'oportunitats és una part integral de la política de comunicació institucional. Aquesta és una manera per a les grans empreses franceses de mostrar la seva obertura a les qüestions socials. Tanmateix, és més que un tema estratègic que amaga una realitat molt diferent. En termes de la comunicació institucional, és un procés per ocultar la part no social d'alguns d'aquests, més enllà dels acomiadaments, la pressió de gestió, les pràctiques i els riscos psicosocials fins als suïcidis d'empleats i directius.
La realitat de la contractació és tanmateix diferent. Més enllà del principi, la igualtat deLes possibilitats de reclutament resulten ser una il·lusió, com a mínim, voluntat.